# Julian Schuster
Julian Schuster (Bietigheim-Bissingen, 15 april 1985) is een voormalig Duits voetballer en voetbaltrainer.

## Clubcarrière
Schuster debuteerde in de Bundesliga voor VfB Stuttgart op 27 oktober 2007 tegen Bayer Leverkusen. In juli 2008 trok hij naar SC Freiburg, op dat moment actief in de 2. Bundesliga. In januari 2012 werd hij tot aanvoerder benoemd. Op 18 mei 2013 maakte hij voor het eerst een eigen doelpunt, tegen Schalke 04.

## Erelijst
SC Freiburg
- 2. Bundesliga

2009, 2016